# Liste der saudi-arabischen Gesundheitsminister
Die Liste der saudi-arabischen Gesundheitsminister führt die Gesundheitsminister Saudi-Arabiens seit 1951 auf.
| Amtszeit      | Name                                                   |
| ------------- | ------------------------------------------------------ |
| 1951 bis 1954 | Abdullah al Faisal 1370 H - 1373 e                     |
| 1954 bis 1961 | Rached Pharaon 1373 e - 1.380 e                        |
| 1961 bis 1962 | Hassan Bin Youssef Nassif 1380 H - 1381 e              |
| 1962 bis 1963 | Hamed bin Mohammed Hersana 1381 AH - 1.382 e           |
| 1963 bis 1967 | Yusuf ibn Jakob Al-Hajri, 1382, - 1.386 e              |
| 1967 bis 1970 | Sheikh Hassan bin Abdullah Al Al-Sheikh 1386 H -1390 e |
| 1970 bis 1974 | Jamil bin Ibrahim al-Hujailan 1390 H - 1394 e          |
| 1974 bis 1975 | Abdul Aziz bin Abdullah Khuwaiter 1394 H - 1395 e      |
| 1975 bis 1983 | Hussein Al Gezairy 1395 AH - 1.403 e                   |
| 1983 bis 1984 | Ghazi al-Gosaibi 1403–1404 e                           |
| 1984 bis 1995 | Faisal Al-Hegelan 1404 H - 1416 e                      |
| 1995 bis 2002 | Ossama bin Abdul Majed Shobokshi 1416 H - 1.424 e      |
| 2002 bis 2008 | Hamad bin Abdullah Al Mana 1424 H - 1.430 e            |
| 2008 bis      | Abdullah bin Abdul Aziz al-Rabia 1430 H -              |